# Ambrugeat
Ambrugeat település Franciaországban, Corrèze megyében. Lakosainak száma 209 fő (2022. január 1.). Ambrugeat Bonnefond, Davignac, Meymac és Pérols-sur-Vézère községekkel határos.

## Népesség
A település népességének változása:
| Lakosok száma | 270  | 192  | 216  | 209  | 201  | 197  | 205  | 209  | 207  | 209  |
|               | 1968 | 1982 | 1999 | 2006 | 2011 | 2015 | 2017 | 2018 | 2020 | 2022 |